# Necropoli di Prato Rosello
La necropoli di Prato Rosello è un'area archeologica etrusca posta in località Artimino, nel comune di Carmignano, in provincia di Prato.
Identificata come tale nel 1965, è stato poi oggetto di campagne di scavi proseguite con regolarità fino ad oggi. Vi si accede dalla strada tra Artimino e Poggio alla Malva.

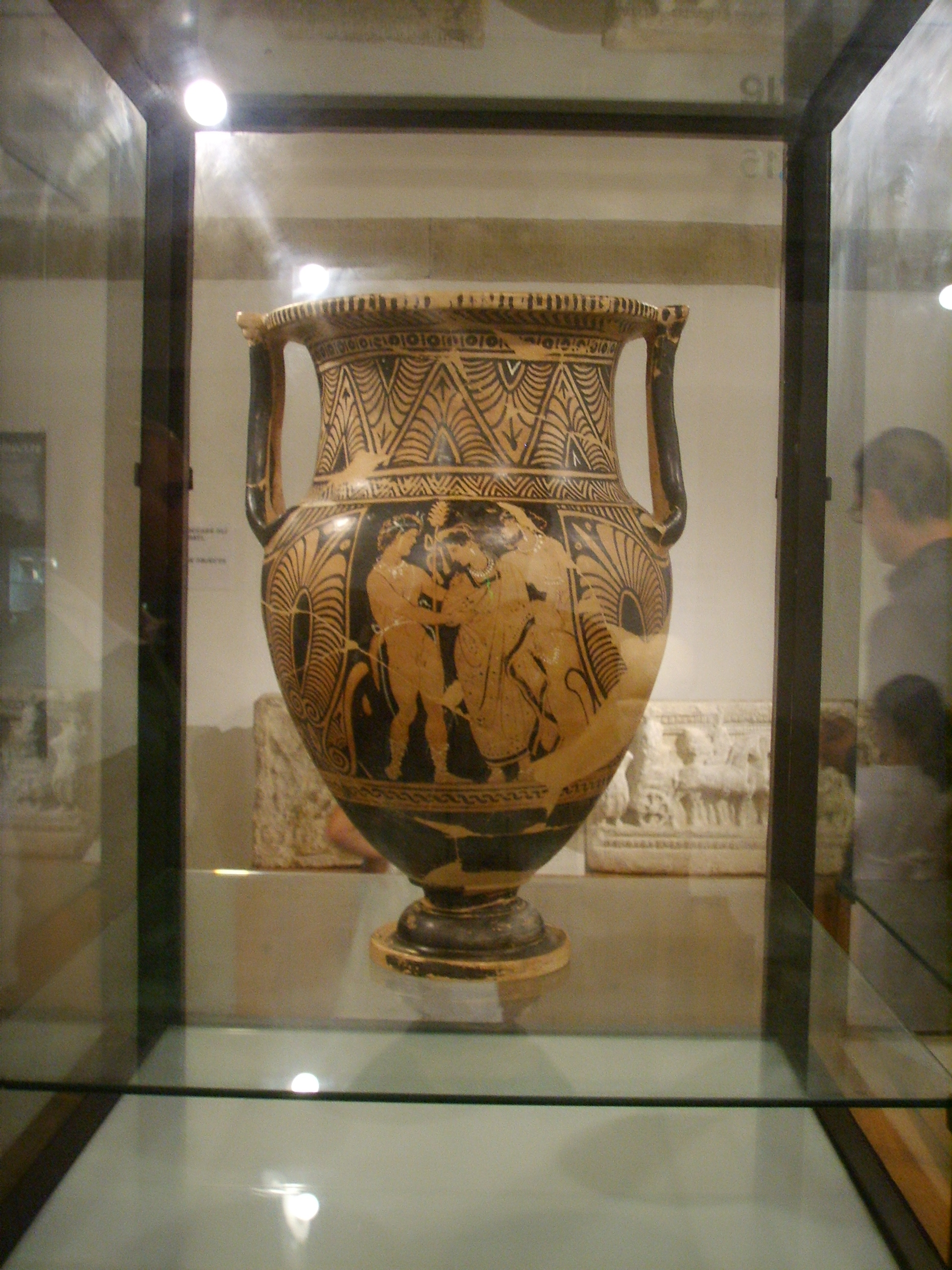
Cratere etrusco a figure rosse proveniente dalla località Grumaggio

## Descrizione
Si trova sul pendio sottostante la Villa medicea di Artimino o per meglio dire sul crinale che digrada verso l'Arno dal poggio della villa, un tempo probabilmente occupato dall'insediamento etrusco.
Presenta vari tumoli di sepoltura all'interno di un'area boscata.
I primi tumuli ad essere rinvenuti furono quelli denominato A e B che al momento della scoperta erano coperti da una folta vegetazione. Un incendio sviluppatosi nel 1968 cancellò gran parte della vegetazione che occupava il poggio e ciò permise l'individuazione di altre sepolture.
I tumuli più significativi sono quelli denominati significativi A, B, C, X e Z.

### I Tumuli principali

#### Tumulo A

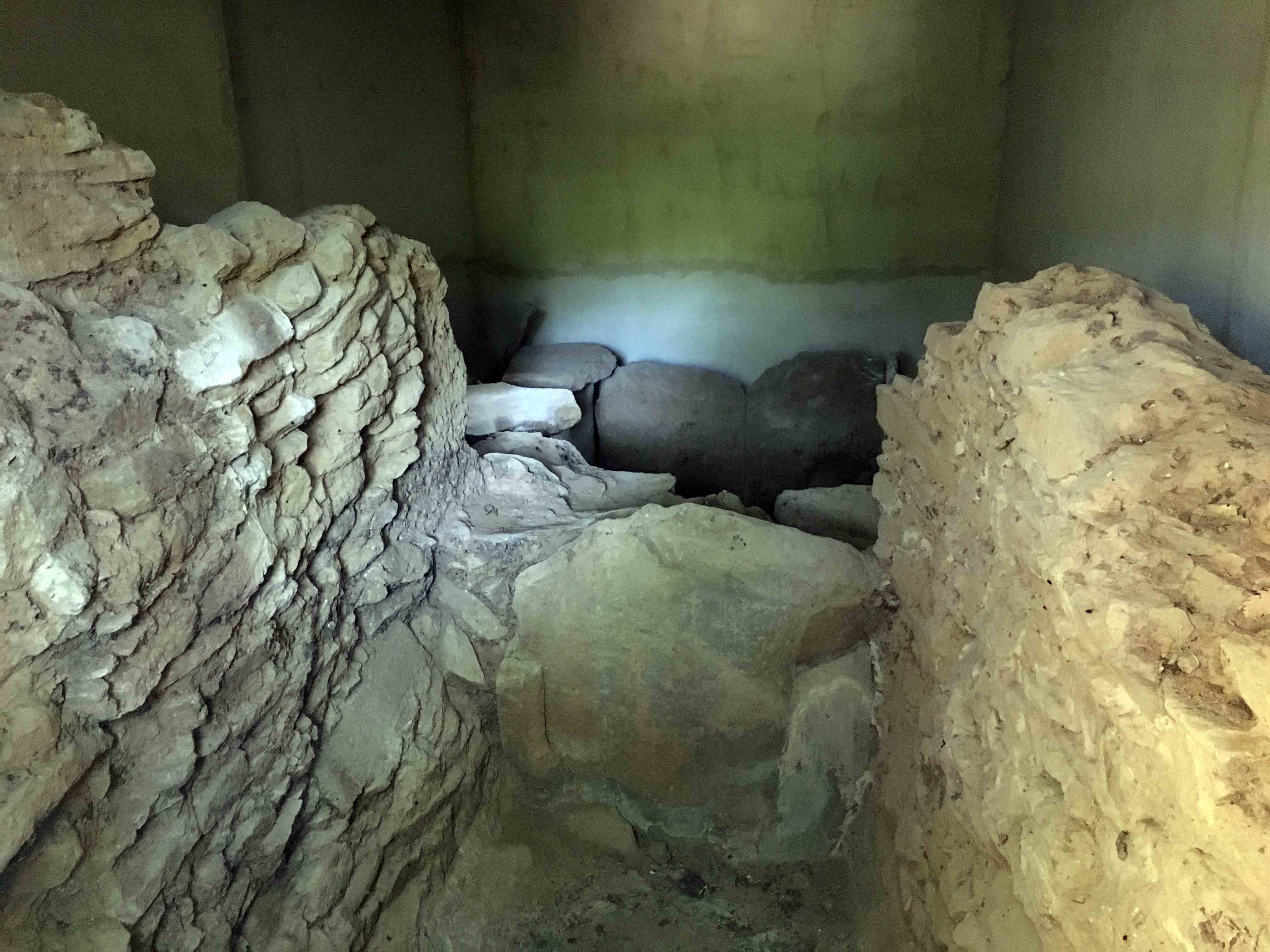
Interno del Tumulo A

Il tumulo A è stato il primo ad essere esplorato e questo già nella seconda metà degli anni sessanta.
Esternamente si presenta come una montagnola anche se la collinetta è frutto di ricostruzione. L'interno è costituito da due grandi ambienti separati al centro da una zona dove sono state identificate la presenza di due cellette. I due ambienti mostrano tecniche costruttive diverse in quanto uno è stato realizzato mediante l'utilizzo di pietrame di piccole dimensioni mente l'altro con lastre di grandi dimensioni ed è questo che dovrebbe essere la camera sepolcrale vera e propria.
Da questa sepoltura proviene un'anfora con coperchio usata per una sepoltura ad incinerazione databile alla fine del VI secolo a.C. o al massimo al principio del seguente.

#### Tumulo B

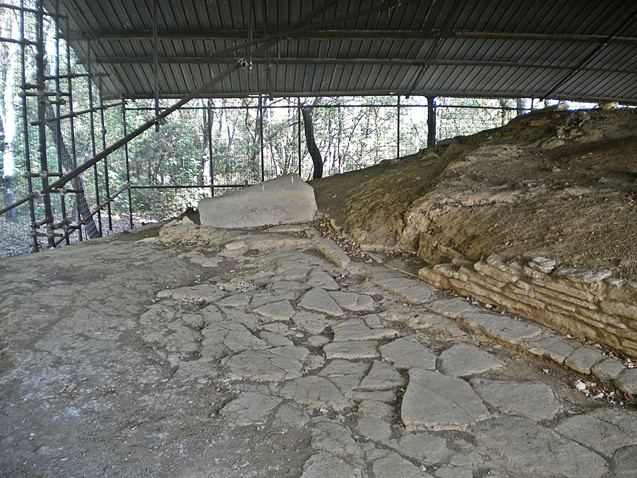
Basolato del Tumulo B

Il tumulo B è quello di maggiori dimensioni ed in base ai ritrovamenti è stato ritenuta anche la sede di una più antica necropoli. Infatti si è rinvenuta una sepoltura risalente già all'VIII secolo a.C.
Il grande tumulo circoscritto da un tamburo circolare di lastre di arenaria.
Esternamente, nella parte posta a sud-ovest mostra un basolato realizzato per proteggere terreno situato intorno alla sepolture. Al centro del vasto tumulo si trova la tomba a camera a pianta rettangolare che è preceduta da un lungo dromos, al quale si accede da una gradinata. La camera ha pareti realizzate con blocchi disposti a filari orizzontali; al centro si conserva un pilastro rettangolare che aveva lo scopo di sorreggere la copertura e che inoltre divide l'ambiente in due vani. La copertura si è conservata solo in parte ed era realizzata mediante grandi lastre sovrapposte e risale alla metà del VII secolo a.C..
Come detto è stata rinvenuta una sepoltura più antica ed essa si trova a ridosso della parete sinistra della camera sepolcrale dove è stato rinvenuta una tomba a falso pozzo dalla profondità di circa tre metri. In esso si trova un cassone quadrangolare a lastre verticali ed il cui pavimento è costituito da un monolite mentre la copertura era realizzata mediante tre lastre poste in obliquo. All'interno del cassone furono rinvenute un cinerario biconico in lamina bronzea e sul pavimento era posto del vasellame per il banchetto funebre. In esso venne anche rinvenuta una punta di lancia in ferro, un pettorale in bronzo e una spada di ferro e questo ha permesso di riconoscere il defunto come un guerriero.

#### Tumulo C

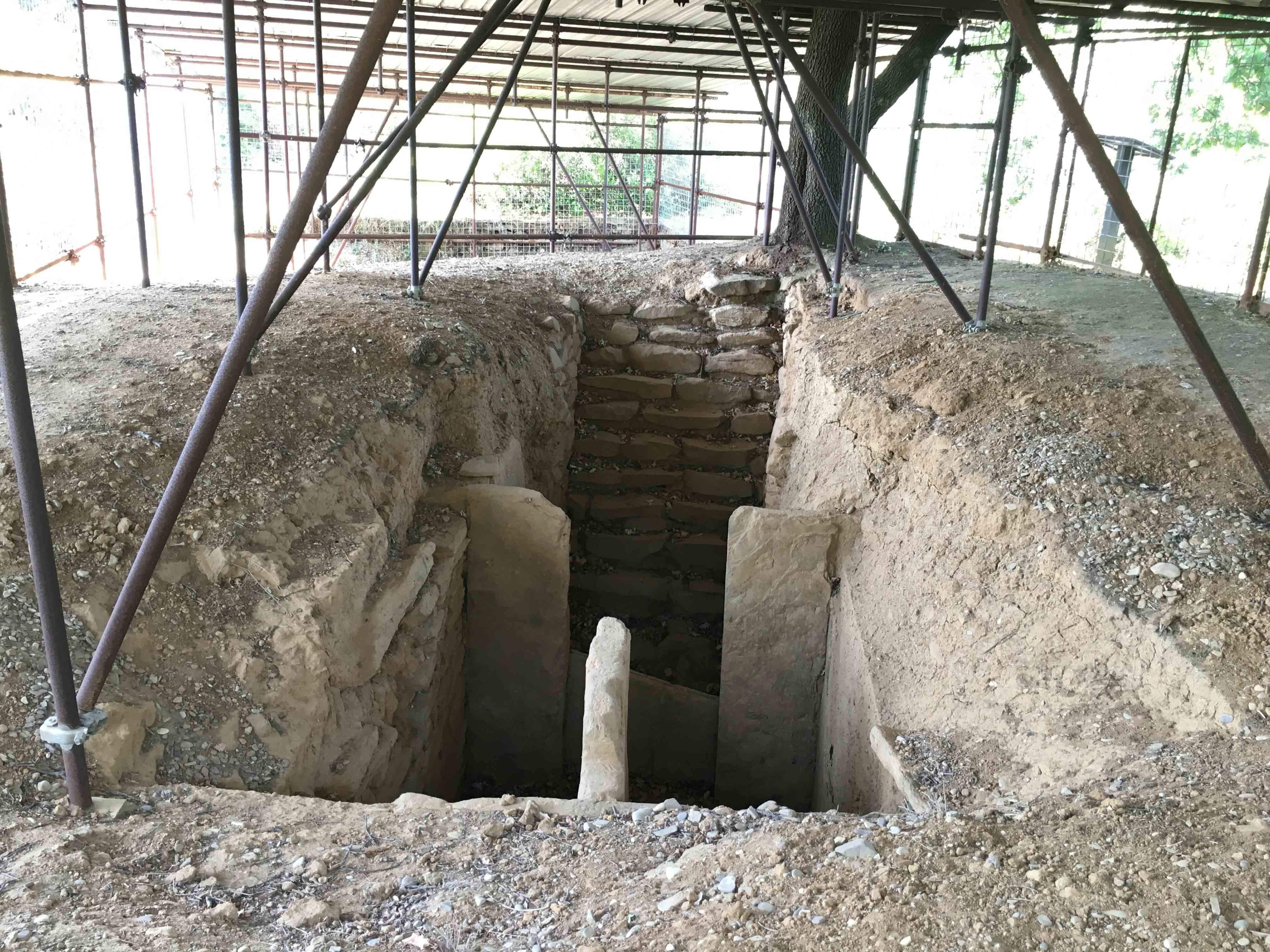
Tumulo C

Il tumulo C presenta una tomba a camera rettangolare, alla quale si accede da una ripida scala, preceduta da un breve vestibolo. Analogamente alla tomba dei Boschetti, le pareti sono costituite da grandi lastre di arenaria unite ad incastro. Al centro della camera, poggiato sulla parete, un monolite aveva la funzione di pilastro per sorreggere la copertura e per dividere l'ambiente in due celle. Esternamente la sepoltura era delimitata da un tamburo e come la tomba di Montefortini presenta un altare-terrazza usata per esporre il defunto.
Tra i reperti rinvenuti uno straordinario incensiere in bucchero con tanto di iscrizione in alfabeto etrusco settentrionale; inoltre erano presenti vasi in bucchero in forma aperta ed anche unguentari sia piriformi (aryballo) che a ciambella (askoi).
Questi ritrovamenti hanno fatto datare il tumulo in un periodo compreso tra l'ultimo ventennio del VII secolo a.C. ed i primi del VI.

#### Tumulo Z

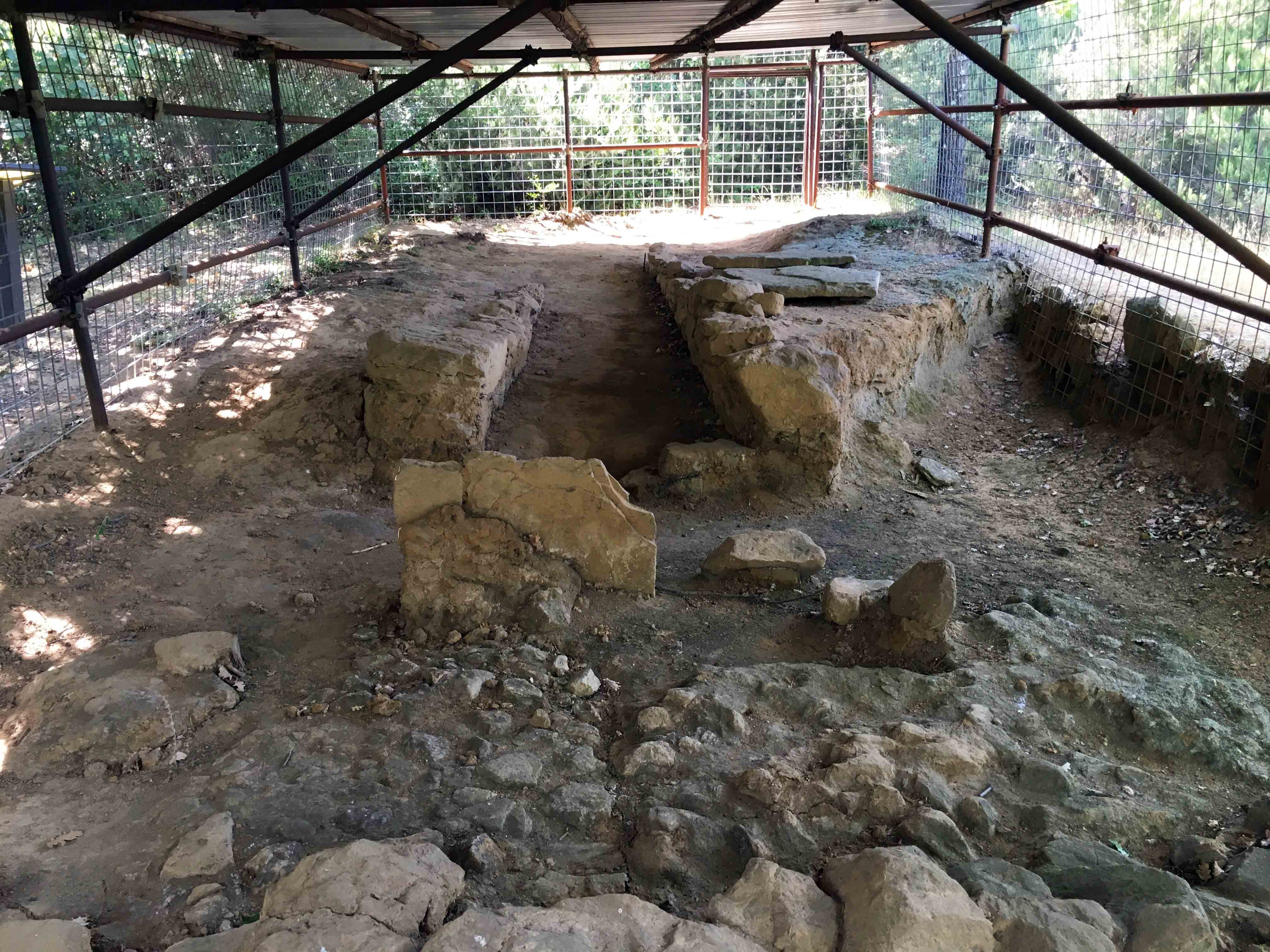
Tumulo Z

È stato indagato a partire dal 1999-2000 ed è costituito da una tomba a camera alla quale si accede da un lungo e stretto corridoio.
Il dromos, realizzato con blocchi molto regolari, è separato dalla camera sepolcrale da due elementi litici di piccole dimensioni aventi la funzione di soglie della antica porta di ingresso. La camera è a pianta rettangolare pavimentata da una massicciata larga e compatta e coperta come al solito da lastre sovrapposte parte delle quali conservate in loco.
Il corredo funebre rinvenuto era composto dal cinerario di impasto decorato all'altezza della spalla con il motivo delle sfingi; diversi unguentari etrusco-corinzi e delle coppe rivestite in stagno per dare la dignità dell'argento. Inoltre furono rinvenute sottili lamine bronzee.

#### Tumulo X

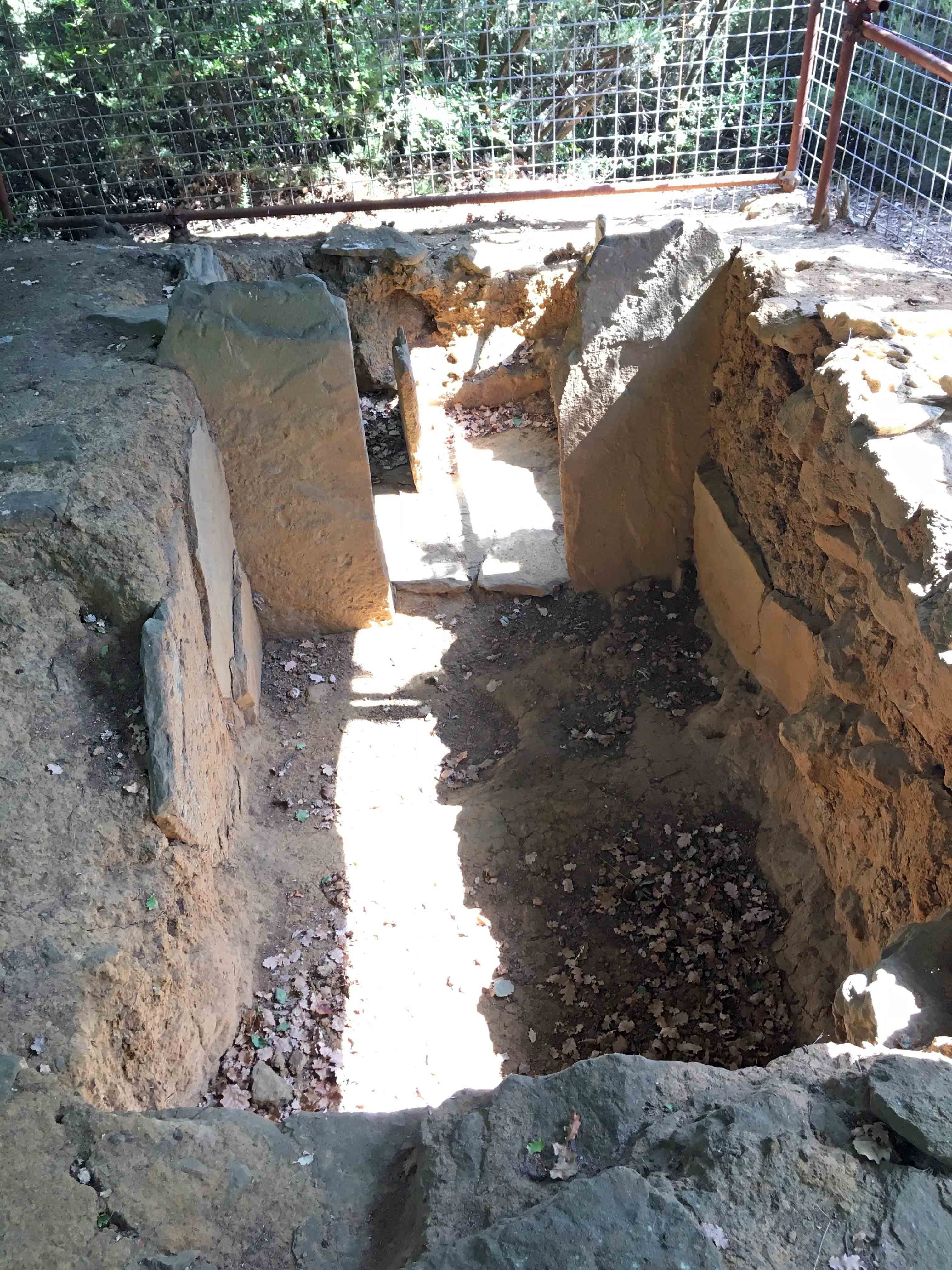
Tumulo X

Esplorato nel 1999 è costituito da una tomba a camera di piccole dimensioni le cui pareti sono realizzate mediante l'uso di grandi monoliti ben incastrati tra loro. Al centro della camera un grande monolite verticale aveva la funzione di sorreggere la copertura e di dividere l'ambiente; divisione dell'ambiente che è ben evidenziata dalla differente pavimentazione realizzata con lastre di spessore e forma disomogenea. Alla camera si doveva accedere verosimilmente da una ripida rampa o scalinata preceduta da un vestibolo. A causa di antichi saccheggi e devastazioni questa zona delle sepoltura è difficilmente leggibile.
All'interno della sepoltura vennero rinvenuti vari oggetti tra cui una parte di un cinerario ad impasto risalente al VII secolo a.C. ed un coltello in ferro con lama arcuata a borchie e capocchia circolare, ottimamente conservato.

#### Altre sepolture
Poco distanti dalla necropoli vera e propria troviamo altre sepolture: 
- il tumulo di Grumaggio[2], poco sotto Prato Rosello, presso Poggio alla Malva, affacciato sull'Arno di fronte al masso della Gonfolina ed alle cave, ormai chiuse, di pietra serena: nel tumulo è stato rinvenuto casualmente, nel 1942, un corredo da simposio di cui fa parte un grande cratere etrusco a figure rosse, del IV secolo a.C. e vasellame di bronzo.
- l'area del podere Grumolo a NNE della villa, dove nel 1929 furono rinvenuti tre cippi funerari[3] e dove si trova un tumulo con tomba a camera.

I reperti della necropoli si trovano nel Museo archeologico di Artimino, insieme a quelli reperiti nell'area di Comeana e nelle altre aree dell'insediamento di Artimino.